# Карроллтон (Кентуккі)
Карроллтон (англ. Carrollton) — місто (англ. city) в США, в окрузі Керролл штату Кентуккі. Населення — 3890 осіб (2020).

## Географія
Карроллтон розташований за координатами 38°40′47″ пн. ш. 85°9′56″ зх. д. / 38.67972° пн. ш. 85.16556° зх. д. (38.679673, -85.165595).  За даними Бюро перепису населення США в 2010 році місто мало площу 5,29 км², з яких 5,27 км² — суходіл та 0,02 км² — водойми.

## Демографія
Згідно з переписом 2010 року, у місті мешкало 3938 осіб у 1541 домогосподарстві у складі 971 родини. Густота населення становила 744 особи/км².  Було 1736 помешкань (328/км²).
Расовий склад населення:
| - 90,6 % — білих - 2,0 % — чорних або афроамериканців - 0,5 % — азіатів - 0,2 % — корінних американців - 4,3 % — осіб інших рас |

До двох чи більше рас належало 2,4 %. Частка іспаномовних становила 9,2 % від усіх жителів.
За віковим діапазоном населення розподілялося таким чином: 24,6 % — особи молодші 18 років, 60,7 % — особи у віці 18—64 років, 14,7 % — особи у віці 65 років та старші. Медіана віку мешканця становила 36,2 року. На 100 осіб жіночої статі у місті припадало 98,0 чоловіків;  на 100 жінок у віці від 18 років та старших — 95,0 чоловіків також старших 18 років.
Середній дохід на одне домашнє господарство  становив 44 991 долар США (медіана — 39 784), а середній дохід на одну сім'ю — 54 277 доларів (медіана — 43 476). За межею бідності перебувало 25,4 % осіб, у тому числі 48,1 % дітей у віці до 18 років та 12,8 % осіб у віці 65 років та старших.
Цивільне працевлаштоване населення становило 1504 особи. Основні галузі зайнятості: виробництво — 31,1 %, мистецтво, розваги та відпочинок — 16,2 %, освіта, охорона здоров'я та соціальна допомога — 12,4 %.